# Leeuwen (Roermond)
Leeuwen (limburgisch Le(e)ve) ist ein Kirchdorf in der Stadt Roermond mit 1.115 (Stand: 1. Januar 2024) Einwohnern.
Durch Leeuwen fließt kanalisiert der Maasnielderbeek.

## Kirche
Die Sint Jozefkerk von Leeuwen wurde 1922 bis 1923 gebaut. Der Entwurf stammt von dem Schreiner L. Mooren aus Leeuwen.
Während des Zweiten Weltkrieges wurde die Kirche nahezu vollständig zerstört.
Nach dem Krieg wurde nach einem besseren Platz gesucht, um die Kirche zu bauen. 1946 wurde eine Notkirche errichtet. In den 1950er Jahren gab es Pläne, die Notkirche zu einer größeren Gemeindekirche auszubauen. Diese Pläne wurden nicht umgesetzt. 2008 wurde die Kirche geschlossen.

## Schule
In Leeuwen gibt es zwei Grundschulen. Die älteste ist die frühere St. Jozefschool am Schouwberg, nun freie Schule „Christophorus“. Die St. Jozefschool verzog in ein neues Gebäude an der Jan Amentstraat in Leeuwen. Der Namen wurde in „Basisschool Leeve“ geändert.
In der Nähe der alten Grundschule steht das Haus des früheren Direktors der Schule Meester Heijen.

## Verkehrsanbindung
Leeuwen wird durch die Buslinie 15 angefahren, die an mehreren Stellen im Ortskern hält. Die Linie fährt zum Bahnhof Roermond.

## Geboren in Leeuwen
- Gé Reinders